# Добряков, Василий Евгеньевич
Василий Евгеньевич Добряков (30 декабря 1976, Москва) —  российский тренер по американскому футболу, экс-наставник мужской сборной России. Заслуженный тренер РФ.

## Биография
Американским футболом занимается с 15 лет. Его тренерами были Андрей Алексеев и Виктор Иванов, ныне президент всероссийской федерации
На тренерской работе с 1995 года. В 2000 году стажировался в НФЛ (клуб «Филадельфия Иглз»).
С 1998 года —  главный тренер юниорской сборной России, с 2002  —  главный тренер национальной сборной России. Вместе с юниорами выигрывал Евро'02. Вместе с первой командой страны выходил из группы С в более сильную группу B континентального первенства 2003 года. Это достижение было отмечено организаторами турнира, признавшими Добрякова лучшим тренером чемпионата.
В 2016 году ушёл с поста главного тренера сборной России. Новым главным тренером был назначен Дмитрий Максимов.
Работает директором НОУ ДЮСШ «Лидер».